# Un toque latino
Albums de Kassav'
Cho
(1996) Best of: 20ème anniversaire
(1999)
Un Toque Latino est un album de remix en espagnol du groupe antillais Kassav'.

## Liste des titres
1. Con los Clavos Se Fué 3:26
2. Ojalá 4:00
3. Sembrar Jemor 3:35
4. Oh Madiana 4:32
5. Piérdeme 4:41
6. Que Tal Te Fué 3:46
7. Molo Malisimo 3:30
8. Jugar Jaguar 3:24
9. Déjame Disparar 4:08
10. Zouk la Sé Sél Médikaman Nou Ni 5:04
11. Di Fé Soupapé (version Créole) 4:13
12. Oh Madiana (Pablo Flores Remix) 3:35
13. Déjame Disparar (Pablo Flores Remix) 8:19